# Protothaca tenerrima
Protothaca tenerrima är en musselart som först beskrevs av Carpenter 1857.  Protothaca tenerrima ingår i släktet Protothaca och familjen venusmusslor. Inga underarter finns listade i Catalogue of Life.